# Ophrys macchiatii
Ophrys macchiatii är en orkidéart som beskrevs av E.G.Camus. Ophrys macchiatii ingår i ofryssläktet, och familjen orkidéer. Inga underarter finns listade i Catalogue of Life.